# Petra Stehlíková
Petra Stehlíková (*1976) jedna z nejúspěšnějších českých autorek science fiction. Vystudovala střední zdravotnickou školu – obor zdravotnictní laborant. Vystřídala několik zaměstnání, naposledy[kdy?] pracovala jako hotelová recepční.
Své knihy nejprve vydávala vlastním nákladem (například trilogie Zrozena z popela). Nejznámější je díky pentalogii Naslouchač.

## Dílo[3]
Mezi nejvýznamnější tvorbu patří:
- Pentalogie Naslouchač (Naslouchač, Faja, Nasterea, Urla)
- Série Eriel (Vzpomínky na Eriel, Sny o Eriel)
- Série Susan Smithová (Zrozena z popela, Pohlcena plameny, Dívka a fénix)
- Sněhurka jablka nebaští
- Tudy na hrad